# Euphrasia vinacea
Euphrasia vinacea är en snyltrotsväxtart som beskrevs av Sell och Yeo. Euphrasia vinacea ingår i släktet ögontröster, och familjen snyltrotsväxter. Inga underarter finns listade i Catalogue of Life.